# Otto Wilhelm Kunhardt

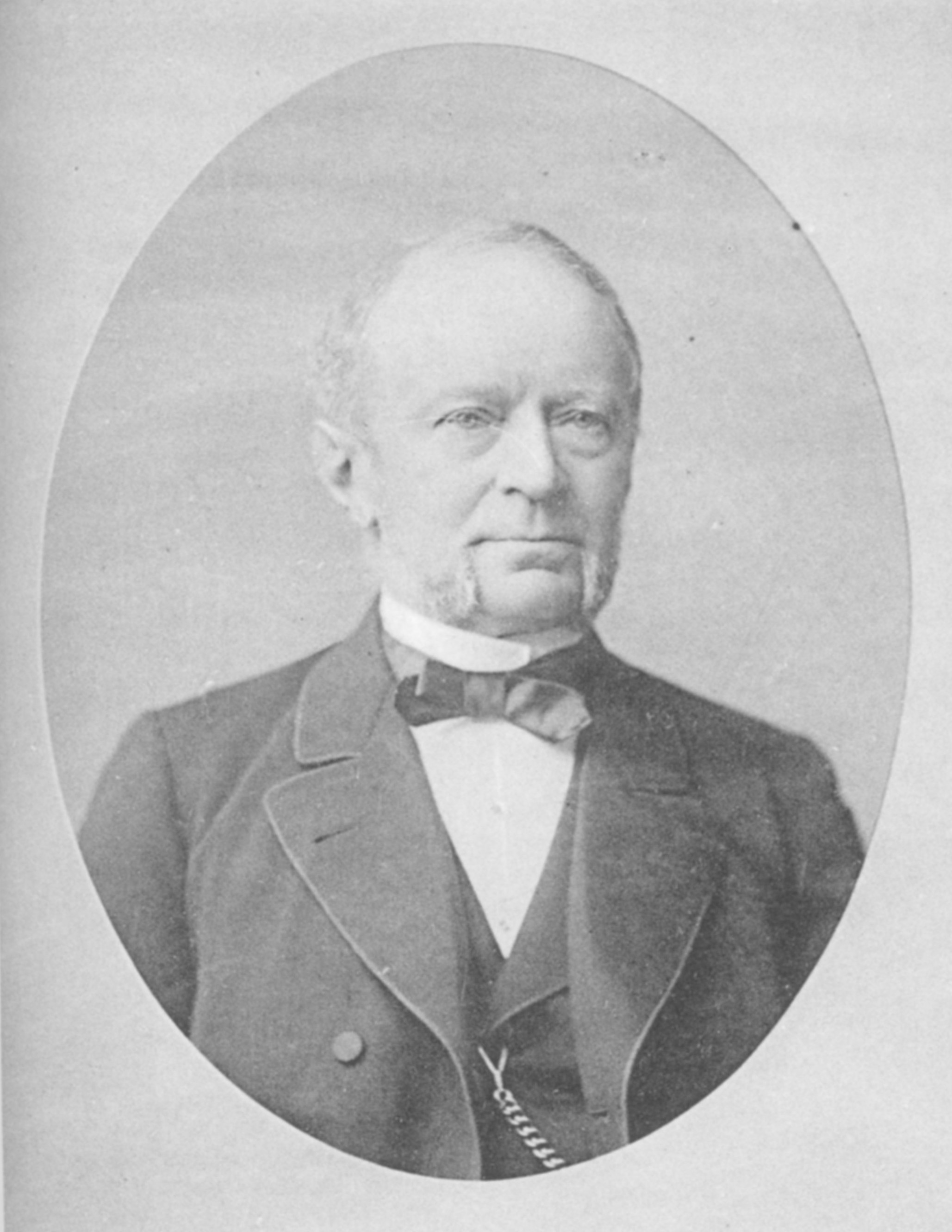
Otto Wilhelm Kunhardt

Otto Wilhelm Kunhardt (* 13. August 1818 in Hamburg; † 24. Januar 1888 ebenda) war ein deutscher Kaufmann. 

## Leben
Kunhardt war ein Sohn des Hamburger Kaufmanns und Oberalten Carl Philipp Kunhardt (1782–1854). Der Vater betrieb gemeinsam mit Heinrich Geffcken unter dem Namen G. Lippmann & Geffcken ein Geschäft, in das Kunhardt 1843 eintrat. Nach dem Tod seines Vaters und Geffckens führte er das Unternehmen als alleiniger Inhaber weiter und nahm 1872 seinen Sohn Erwin als Teilhaber auf.
Von 1845 bis 1871 hatte Kunhardt kirchliche Ämter als Adjunkt, Hundertachtziger und Sechziger der St. Nikolaikirche inne. Er diente beim Hamburger Bürgermilitär. Dort war Kunhardt ab 1848 Hauptmann der 7. Kompagnie des 2. Bataillons und von 1855 bis 1858 Major dieses Bataillons. Er war von 1859 bis 1864 Kommissar des Bürgermilitärs. Kunhardt war Vorsteher der Stiftung Konvent. Von 1859 bis 1864 und 1868 bis 1871 gehörte er der Hamburgischen Bürgerschaft an.
Otto Wilhelm Kunhardt heiratete am 18. April 1844 Antonia Henriette Brunn (1823–1876), sie hatten eine Tochter und einen Sohn.